# Hetty van der Togt
Henriette Johanna Petronella (Hetty) Hoogeweegen-van der Togt (Den Haag, 18 oktober 1924 - Wassenaar, 28 oktober 2011), was tijdens de Tweede Wereldoorlog koerierster voor het verzet.

## Biografie
| ganzenveer |  | Onderstaande informatie over Hetty van der Togt is geheel of gedeeltelijk gebaseerd op primaire bronnen, dat wil zeggen op geschriften van het onderwerp zelf, of op interviews. De informatie is (nog) niet bevestigd door gezaghebbende, onafhankelijke bronnen. |

Hetty van der Togt was de middelste van vijf dochters van architect Frans van der Togt en Tilly Haussmann. Zij volgde de opleiding Heilgymnastiek en massage in Den Haag en raakte, net als twee van haar zussen, betrokken bij het verzet.
Op 5 mei 1944 werd ze gearresteerd toen ze bij een contactadres kwam, de Haagse drankenhandel Vlek, mogelijk om illegale krantjes op te halen. Als reden voor haar arrestatie werd op een formulier van het Afwikkelingsbureau Concentratiekampen (d.d. 27 juli 1945) vermeld 'Hoofd Verspreiding Parool'. Ze werd opgesloten in cel 776 van het Oranjehotel, naast die van de Delftse advocaat en verzetsman Kees Chardon. Van daar kwam ze via Kamp Vught, Kamp Haaren en Ravensbrück op 15 oktober 1944 terecht in het Agfacommando, een buitenkamp van Dachau. Nadat ze tien dagen opgenomen was in het Revier met angina en roodvonk, werd ze tewerkgesteld in de Agfafabriek, waar de gevangenen ontstekingen voor granaten moesten assembleren.
Op 27 april 1945 werd het kamp ontruimd en gingen de vrouwen op dodenmars naar het zuiden. De tweede dag wisten in alle vroegte zes gevangenen die elkaar uit Haaren kenden, te vluchten. Onder hen waren naast Hetty van der Togt ook Leonie Overgoor en Regine Cohen, leden van de Dienst Wim die in Haaren ter dood veroordeeld waren. Ze bleven steken in Schäftlarn, een dorpje een paar kilometer ten noorden van Wolfratshausen, waar zij bij een klooster de bevrijding afwachtten. Die kwam op maandagavond 30 april 1945, toen Amerikaanse militairen van Company C, onderdeel van het 70th Tank Batallion, hun kamp opsloegen in Hohenschäftlarn.
Via Zwitserland, Frankrijk en België kwam Hetty van der Togt op 22 mei 1945 terug bij haar familie in Den Haag. Later bleek dat ze in Ravensbrück tuberculose had opgelopen en in 1950 werd daarom een deel van haar longen weggenomen. Ze trouwde met Karel Hoogeweegen (1919-1977) en kreeg met hem zes kinderen. Zij is op 28 oktober 2011 op 87-jarige leeftijd in Wassenaar overleden.

## Verzetsherdenkingskruis
Hetty van der Togt ontving op 8 juni 1984 het Verzetsherdenkingskruis.

## Dansproductie
In 2021 voerde Dansgroep Haarlem onder leiding van Haya Maëla de dansproductie Dagboek 44 45 uit, die is gebaseerd op het oorlogsdagboek van Hetty van der Togt. De dansvoorstelling is in 2025 hernomen ter ere van 80 jaar Vrijheid.